# Норт Сентер (Масачусетс)
Норт Сентер (енгл. Norton Center) насељено је место без административног статуса у америчкој савезној држави Масачусетс.

## Демографија
По попису из 2010. године број становника је 2.671, што је 53 (2,0%) становника више него 2000. године.
| Група             | 2000.         | 2010.         |
| Белци             | 1.704 (65,1%) | 2.322 (86,9%) |
| Афроамериканци    | 41 (1,6%)     | 95 (3,6%)     |
| Азијати           | 38 (1,5%)     | 94 (3,5%)     |
| Хиспаноамериканци | 91 (3,5%)     | 108 (4,0%)    |
| Укупно            | 2.618         | 2.671         |